# Rhipidura perlata
Rhipidura perlata е вид птица от семейство Rhipiduridae.

## Разпространение
Видът е разпространен в Бруней, Индонезия, Малайзия и Тайланд.